# Astyanax eigenmanniorum
Astyanax eigenmanniorum är en fiskart som först beskrevs av Cope, 1894.  Astyanax eigenmanniorum ingår i släktet Astyanax och familjen Characidae. Inga underarter finns listade.